# Hasora anura
Hasora anura är en fjärilsart som beskrevs av De Nicéville 1889. Hasora anura ingår i släktet Hasora och familjen tjockhuvuden. Inga underarter finns listade i Catalogue of Life.